# Schimanski: Asyl
Asyl ist ein Fernsehfilm aus der Kriminalreihe Schimanski der ARD.
Der Film wurde von Colonia Media produziert und am 8. Dezember 2002 zum ersten Mal gesendet. Es ist die 11. Folge der Schimanski-Reihe mit Götz George.

## Handlung
Kriminalhauptkommissar Thomas Hunger und Ermittler „Hänschen“ bestellen Ex-Kommissar Schimanski zu einem Tatort. In einem Container sind 24 illegale Einwanderer aus Tschetschenien qualvoll erstickt. Nur der junge Attila hat überlebt und ist spurlos verschwunden. Der ehemalige Polizist Schimanski wird um Hilfe gebeten die Schlepperbande zu infiltrieren, was er jedoch ablehnt. Unterwegs nach Belgien bemerkt er an einem Grenzübergang in seinem Kofferraum Attila und nimmt ihn mit auf sein Hausboot. Dort soll er erst einmal seiner Freundin Marie-Claire helfen und außerdem zur Schule gehen.
Kommissar Hunger und Hänschen gelingt es in der Folge dafür zu sorgen, dass Schimanski der Führerschein entzogen wird, woraufhin er doch noch einwilligt, der Schlepperbande als Fahrer beizutreten. In Pilsen (Tschechien) gelingt es Schimanski, einen Lkw-Fahrer dazu zu bringen, ihm sein Fahrzeug zu überlassen. Schimanski übergibt Spediteur Eisner dieses Fahrzeug und bekommt einen Job. Zur Tarnung wohnt er im Lkw-Motel, das wiederum von Ex-Polizei-Spitzel „Elvis“ verwaltet wird. Schimanski soll mit dem Lkw-Fahrer, dessen Lkw er zurückfuhr, an einem Grenzpunkt Flüchtlinge aufnehmen. Die Organisation wird von dem Albaner Chemo geleitet, dessen rechte Hand Albano Schimanski die Anweisung übergibt, genau 16 Flüchtlinge abzuholen. Dummerweise verletzt sich Flüchtling Lara und wird im Wald zurückgelassen. Schimanski, aufgrund der Anzahl in Panik, sucht sie und schleppt die am Bein verletzte Frau über die Grenze. Dem Lkw-Fahrer gibt er Anweisung schon einmal allein vorzufahren. Er werde sich von Albano abholen lassen. In letzter Minute können sie dem BGS ausweichen, der mit einem VW-Bus die Grenze abfährt.
Der junge Attila sucht eigenmächtig einige seiner Landsleute in Duisburg auf. Ein tschetschenischer Großmarkthändler, auch „der General“ genannt, verschafft ihm einen Job. Dort trifft er auf Lara, die er von früher kennt. Hunger und Hänschen überwachen Eisners Spedition und hören ein Gespräch mit Chemo und Eisner ab. Es geht um einen „großen Tag“ und „der General“ soll als Vermittler fungieren. Schimanski, der sich dazugesellt und auf den neuesten Stand gebracht wird, verfolgt Chemo und den General zum Großmarkt. Dort trifft er auf Attila und schickt ihn zurück zu Marie-Claire. Gleichzeitig entdeckt er traditionelle Hochzeits-Utensilien und berichtet Thomas Hunger, dass der „große Tag“ die Hochzeit zwischen Chemo und Lara sei, um den Albaner- und Tschetschenen-Clan zu vereinigen.
Doch der Lkw-Fahrer und Schleuser Will will sich in Tschetschenien an der jungen Frau, die versucht hat, ihn zu vergiften, rächen. Sie wird von den Albanern gefoltert und ermordet, wobei Schimanskis Tarnung auffliegt. Elvis wird in seinem Motel umgebracht und Schimanski in den Großmarkt entführt. Als Attila davon erfährt, entzieht er sich Marie-Claire und bittet „den General“ um Hilfe. Chemo gelingt es jedoch, Attila in seine Gewalt zu bringen. Er hat den perfiden Plan gefasst, den jungen Mann hinzurichten und Schimanski als seinen Mörder dastehen zu lassen. Schimanski, misshandelt und an Ketten gefesselt, muss dem Treiben hilflos zusehen. Bevor es zum Schlimmsten kommen kann, greift jedoch Lara ein und feuert auf Chemo. Wenig später stürmen Polizisten die Halle und finden nur den ermordeten Chemo vor.
Schimanski wurde gezwungen mit Lara und Attila zur tschetschenischen Grenze zu fahren, Attila bekommt unterwegs die Chance auszusteigen und zu Marie-Claire zu gehen. Als Schimanski an der Grenze seinen Führerschein vorweisen soll, den er nicht hat, muss er aussteigen. Als Laras Landsmann versucht die Grenze zu überfahren, greift Schimanski sich die Waffe des Zollbeamten und feuert auf das Auto. Der Zollbeamte nimmt ihm die Waffe ab und fordert den Fahrer des nicht mehr fahrtüchtigen Autos auf auszusteigen.
Schimanski kehrt zu Marie-Claire zurück. Attila hat nur einen Brief hinterlassen, dass er nach Tschetschenien zurückgegangen sei. Schimanski macht sich auf die Reise zu ihm. Attila freut sich sehr über den Besuch des Freundes.

## Auszeichnungen
Die Folge Asyl war 2003 für einen Grimme-Preis sowie 2004 für einen Emmy Award nominiert.

## Kritik
„Thematisch durchaus ambitionierter (Fernseh-)Krimi um einen demissionierten (Tatort-)Kommissar, der einmal mehr seine Nehmerfähigkeiten im physischen wie in psychischen Bereich unter Beweis stellt.“

„Regisseur Edward Berger, der im Jahr zuvor bereits die ‘Schimanski’-Episode ‘Kinder der Hölle’ in Szene setzte, inszenierte erneut einen spannenden wie atmosphärisch dichten Fall, der nicht nur das Leid der vom Bedürfnis nach Sicherheit gezeichneten Flüchtlinge zeigt, die horrende Summen an Schlepper zahlen und sich bei ihren Fluchtversuchen in höchste Gefahr begeben, sondern auch die rauen und oft tödlichen Methoden der skrupellosen Schlepperbanden. Das gelungene Drehbuch lieferte ‘Tatort’-Routinier Horst Vocks (‘Freunde’, ‘Deserteure’, ‘Verrat’).“